# Kerktoren van Schillaard
De kerktoren van Schillaard is een kerktoren in de buurtschap Schillaard, in de Nederlandse provincie Friesland. De toren is blijven staan nadat in 1880 de kerk werd afgebroken. In 1970 werd de toren een rijksmonument.
De kerktoren staat op de terp van de buurtschap, een opgeworpen heuvel in het landschap. De zadeldaktoren heeft drie geledingen en een onderbouw met een aantal maniëristische kraagstenen met ornamenten in de trant van Vredeman de Vries. De bovenste twee geledingen hebben ionische pilasters. 

## Geschiedenis
Op de terp stond vanaf de 13e eeuw kapel die in de 14e eeuw verbouwd werd tot een kerk. In de 16e eeuw werd een nieuwe kerk gebouwd. Deze kerk raakte uiteindelijk in verval, zo vervallen dat de kerk tussen 1880 en 1884 is afgebroken. Daarbij werden de kerktoren en het kerkhof gespaard. De kerktoren werd gerestaureerd.. 
Hoe oud de kerktoren precies is onduidelijk. Volgens een van de kraagstenen zou de toren uit 1561, of 1567 stammen. Op een andere kraagsteen staat het jaar 1767. Een andere mogelijkheid is dat de toren gebouwd is 1661, toen een boer geld voor de toren aan de kerk gaf. De Nieuwe Encyclopedie van Fryslân vermeldt de 16e eeuw en het kadaster houdt het jaartal 1576 aan.
In 1925 werd een deel van de begraafplaats afgegraven om als terpaarde verkocht te worden. De toren zou ooit te koop hebben gestaan voor 100 gulden. Een boer bood slechts 80 gulden, waardoor de koop niet doorging en de toren gespaard zou blijven. Tussen 1957 en 1959 werd de toren met rijkssubsidie gerestaureerd.
De oudste van de twee kerkklokken die in de toren hingen dateert uit 1300 en is opgenomen in de collectie van het Fries Museum.

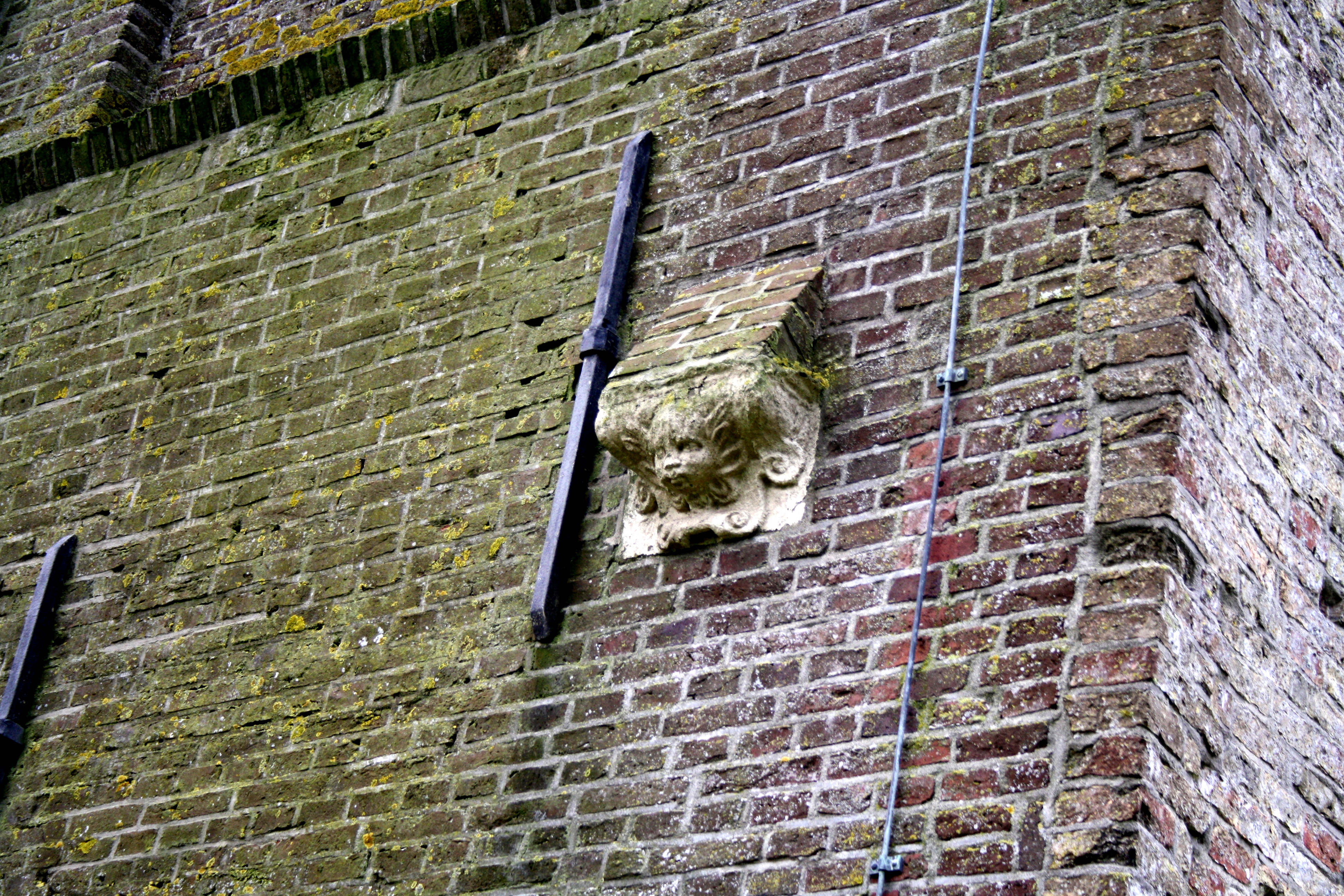
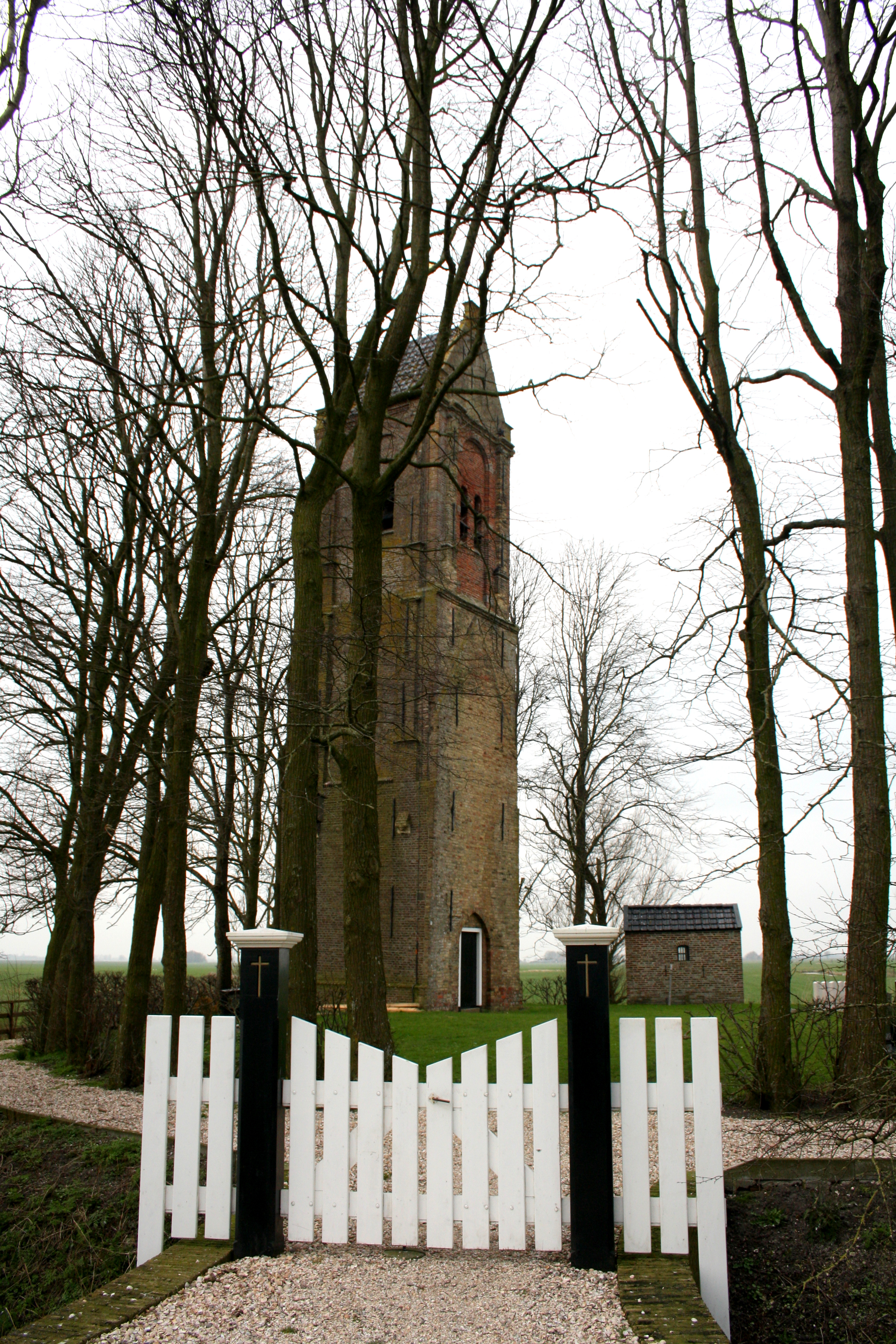